# Bohumila Bloudilová
Bohumila Bloudilová (19. března 1876 České Vrbné – 11. srpna 1946 Kolín) byla česká portrétní fotografka a sestřenice Josefa Sudka.

## Životopis
Její otec Jan se oženil s Annou Sudkovou 15. února 1873.
Od roku 1894 pracovala v kolínském fotografickém ateliéru Františka Krátkého, kde se také vyučila. Od roku 1906, tedy od svých třiceti let, v Kolíně provozovala svůj vlastní ateliér.
| „                              | Nový fotografický závod v Kolíně zřizuje si sl. Bohumila Bloudilová, dlouholetá obchodvedoucí a operátorka fotografického závodu fy. Fr. Krátký v Kolíně. Atelier zařízený ve slohu moderním bude opatřen stroji firem světových, takže při dlouholetých odborných zkušenostech a známém vkusu majitelky lze očekávati výkony nejvyšším požadavkům doby vyhovující. Oznámení doby otevření přineseme v době nejkratší. | “ |
| — Labské proudy, 9. února 1906 | |   |

Ateliér měl rozlohu asi šedesát metrů čtverečních, běžný dobový ateliér zařízený na fotografování při denním světle, s prosklenou stěnou obrácenou na sever.
Ateliér přestala provozovat 1. července 1932.